# 九十九里平野

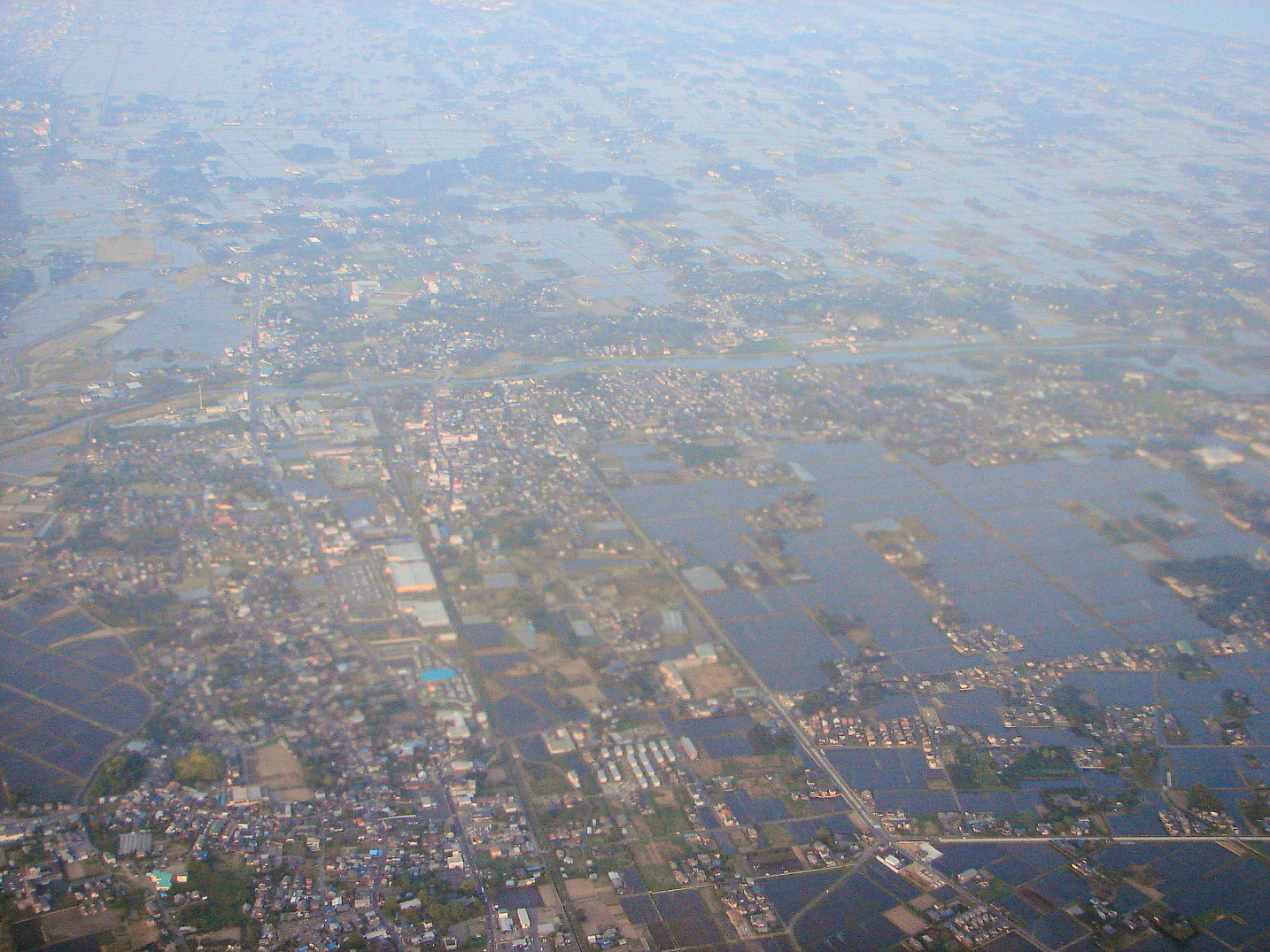
横芝駅付近を上空から東北東方向に写した写真。中央を左から右に栗山川が流れる。写真上側では、住宅地や水田が海岸線に平行（写真では右下-左上方向）に並ぶ様子が見て取れる。

九十九里平野（くじゅうくりへいや）は、房総半島北東部、九十九里浜の背後に広がる平野である。旭市、匝瑳市、山武郡横芝光町、山武市、東金市、九十九里町、大網白里市、茂原市、長生郡白子町、長生村、長南町、睦沢町、一宮町の6市6町1村に跨り、面積は約900平方キロメートル で千葉県の20パーセントを占める。

## 地理

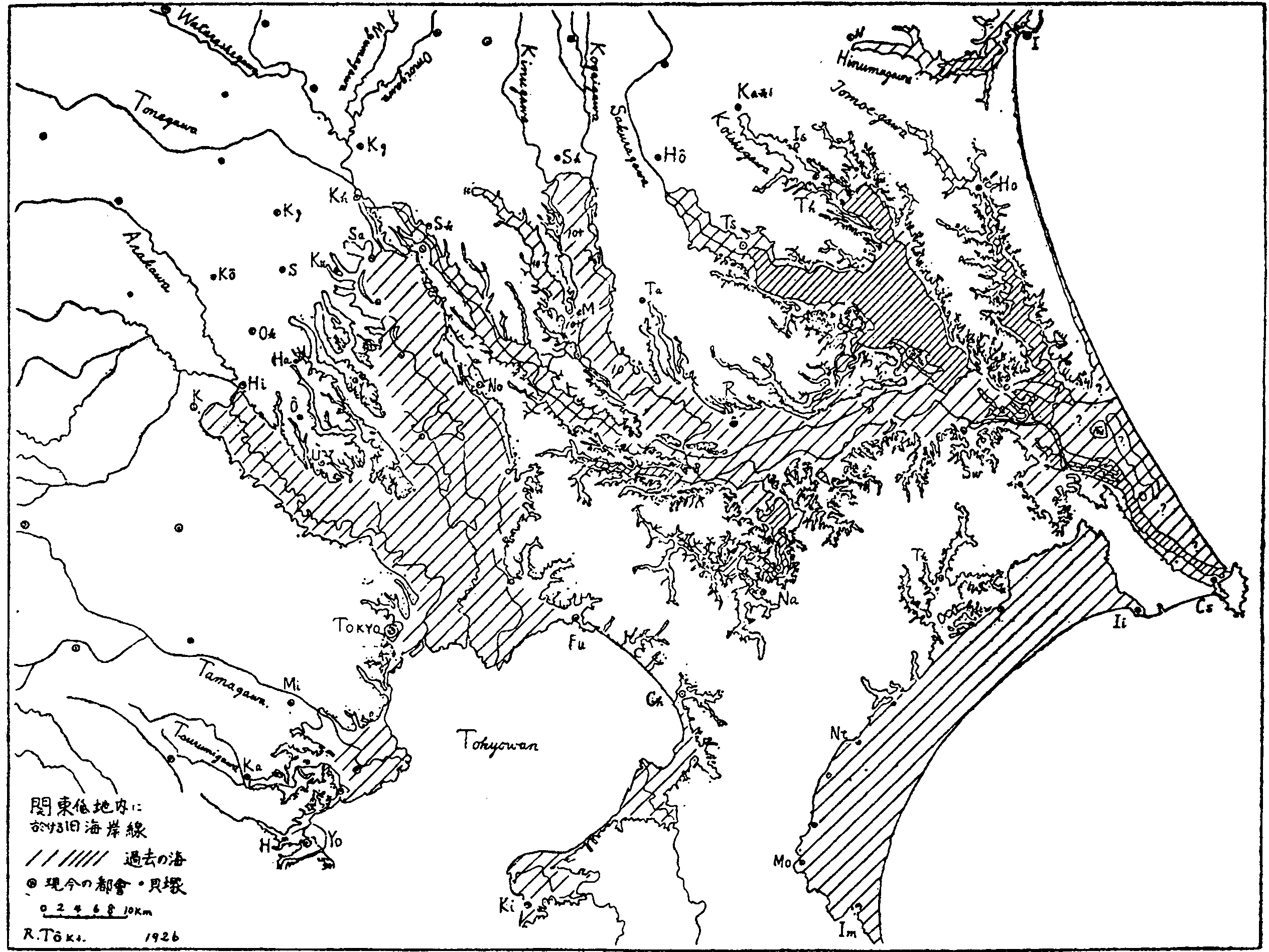
1926年時点の関東平野地図に、縄文海進時代の海進領域（斜線部）を重ねた地図

九十九里平野は南北に約60キロメートル、東西に約10キロメートルにわたる海岸平野で、九十九里沖積低地とも呼ばれ、九十九里浜の海岸線に沿って南西から北東に細長く延びる、弧状に曲がった細長い長方形をしている。北東端は旭市の刑部岬付近から、南端はいすみ市の太東崎付近で、北側は下総台地、西側は房総丘陵に接する。標高は、最高点でも10メートル以下で、海岸線と平行していくつかの旧砂丘列が見られる。
現在平野となっている部分は、縄文海進の後に海岸が後退し作られたものであり、中世以前には玉の浦と呼ばれていた海であった。そのため、現在でも平野に散在する池沼にわずかに含まれる塩分濃度が、内陸から海岸にかけて勾配を示すことが知られる。
現在は海岸の後退は止まり、むしろ砂浜の減少すらみられる。この原因は堆積土砂の供給源である利根川の河川改修の結果、流下する土砂が減少したことと、海食崖の屏風ヶ浦や大東崎での人間による侵食防止策の影響である。

## 気候
日本の太平洋側に位置する地域の代表例であり、気温は南部の海沿いであるため温暖で日較差・年較差が小さい。ケッペンの気候区分とは独立した日本独自の気候区分では太平洋岸式気候である。ヒートアイランドの影響もうけておらず、冬暖かく、夏涼しい、過ごしやすい気候となっている。そのため避暑地（海開き）及び避寒地として訪れる観光客も多い。

## 資源
可採埋蔵量が3,750億m3 にも達する、日本最大の水溶性天然ガス田である南関東ガス田の中にあり、天然ガスを産出する。また、水溶性天然ガスは岩石層中の鹹水と呼ばれる地層水にガスが溶けた状態で存在しているものであるが、南関東ガス田の鹹水には海水の約2,000倍のヨウ素が含まれ、天然ガスと同時にヨウ素も産出されている。
なお、南関東ガス田は南関東に広く分布しているものであり、1970年代（昭和45年頃）までは東京湾岸でも天然ガスを採掘していた。しかし地盤沈下を招き、その影響が深刻なため東京湾岸では採掘業者から鉱区権を買い取り採掘を停止している。九十九里平野でも地盤沈下の影響は避けられないが、自治体と採掘業者による協定のもとで採掘事業を行っている。市町村営で都市ガスの供給を行っている自治体も多い。
ガス層までの深度が低いところでは、しばしば地面の割れ目から自然に噴出し、何らかの要因で引火することがある。2004年（平成16年）に起こった九十九里いわし博物館の爆発事故は自然湧出したガスに引火したことが原因と見られている。
天然ガスに比すべきではないが、鉱物資源としていま一つ砂鉄がある。九十九里平野は海底が隆起したことに加え、犬吠埼方面からの砂洲の形成によって陸地となったものであり、比重の小さい砂は潮流に運ばれ南部まで達するが、含まれている砂鉄は比重が大きいので北に残る。飯岡付近の砂には高濃度で砂鉄が含まれており、過去においてはこれを採掘していた（現在は採掘していない）。1964年（昭和39年）には198,000トンの採掘が行われ、東邦化学工業千葉工場に供給された。

## 土地の活用

### 水系と漁港
- 河川：栗山川（流域面積：292km2）・木戸川（72km2）・作田川（104km2）・真亀川（82km2）・南白亀川（116km2）・一宮川（222km2）
- 湿地：栗山川湿地（多古光湿原）・成東・東金食虫植物群落・茂原・八積湿原（消滅）
- 海跡湖：椿海（消滅）・乾草沼・坂田池・鳥喰沼（消滅）
- ため池：雄蛇ヶ池・洞庭湖・小中池
- 用水路：大利根用水・両総用水・房総導水路
- 漁港：飯岡漁港・栗山川漁港・片貝漁港

九十九里平野の中央に位置する栗山川中流域には縄文時代のラグーンが湖沼群として残る地域があり栗山川湿地と呼ばれる。ここは絶滅が危惧される貴重な湿地植物の生育地域であるが、明治以降の開発により急速にその面積を減らしている。山武市と東金市の境界の作田川中流域にある成東・東金食虫植物群落は、絶滅が危惧されている食虫植物などの湿地植物の群落地帯として、天然記念物に指定されている。九十九里平野の南端に近い茂原市から長生村にかけての地域に、植物学者の牧野富太郎博士が「まさに植物の宝庫である」と絶賛した茂原・八積湿原がかつて存在していた。
南部では、江戸時代初期には雄蛇ヶ池、その後洞庭湖、さらに昭和初期には小中池が設けられるなど、用水不足を補うための諸策が採られたが抜本的な策とはなりえなかった。その後、大利根用水、両総用水、房総導水路のような用水事業が行われた。また、九十九里平野の北端に接する形で飯岡漁港があり、栗山川河口には栗山川漁港が、作田川河口には片貝漁港がある。

### 納屋集落
九十九里平野の特徴的な集落の形態として納屋集落が上げられる。海岸線に平行に、集落、耕作地、集落、耕作地、集落のように、集落と耕作地（水田）が帯状に列を成すものである。海岸近くで農業のかたわら漁業を営んでいた集落があり、海岸線が後退していくなどの理由から浜辺に漁具等を保管する納屋を建て通っていたものが、やがて定住するようになり浜辺に納屋集落が形成され、集落と集落の間の低地を耕作地として利用する、ということを繰り返し成立した集落の形態であり、元の集落と浜辺の集落は主従関係にあるのが普通である。このため、平成の大合併以前は、横芝町、成東町、大網白里町のように、細長い町域を持つ自治体が多かった。
水に恵まれ農業が盛んであった北東側などでは、古墳時代以前の納屋集落である古村、奈良平安期に開発された岡集落、鎌倉時代以降の浜集落の順に形成されているが、関西漁民の入植があった南部の地域は若干様相を異にする。この地域では、江戸時代地引き網漁が盛んであったころ、イワシの豊漁期に多くの漁民が移住し浜辺の納屋集落の人口が増加する。その後不漁期になると人口が過剰になるので、これらの漁民が背後の未墾地を開発して新田集落を形成し農民化した。水の恵みに乏しかった土地で新田開発をするので水不足が進むという問題はあるが、1年間に2メートル強の割合で海岸線が後退していくことによって成り立った集落の形態であることには変わりはない。
現在の海沿いの集落は、北東側では背後の親集落の名に「浜」を付け○○浜と呼ぶのが一般的であるが、南部は○○納屋と呼ばれる。干鰯の生産が盛んだったころ、北東側からは江戸の干鰯商人に向け陸送にて出荷した。一方、南部の○○納屋の地域は関西（大阪）の干鰯商人の勢力圏であり、おもに海路浦賀へ集荷したという。

### 産業
高度は、最内陸部でも9〜10メートル、海岸砂浜で3〜6メートルという低さであり、平均斜度は極めて緩やかである。しかし微妙に高低差があり、海岸線に平行する数条の砂堆と砂堆間の低湿地とが交互に存在し、低湿地には海跡湖が湖沼群として残されていた。このため、低湿地は容易に水田とすることが可能であり、奈良時代藤原黒麻呂の開発した藻原荘は現在の茂原市の始まりといわれ、平安時代には平高望が私営田の開発を進めるなど、古くから新田開発が行われていた。栗山川／椿海水系の水に恵まれた中央部から北東側と、房総台地との境界が分水界となり大きな川の無い南部の地域とでは程度の差があり、また紀州加太浦の漁民によって開かれた九十九里町のような例外もあり、時代によっても異なるが、主たる産業は農業であり平坦なことから水田が多く稲作が主体であった。
鎌倉時代以降も砂堆地間の低湿地の湖沼群を狭める形で新田が開発されてきた。だが、この湖沼群が下流の村にとっての水源でもあったことから、開発が進めば進むほど下流の村は水が足りなくなってしまうという事態となっていた。そして、近世に入り徳川家康が江戸に入府すると、膨張する江戸の町の食糧事情もあって新田開発はさらに盛んになり、椿海の干拓に見られるような大規模な新田開発も行われた。また、江戸時代には水に恵まれず未墾地が残されていた南部を中心に紀州漁民の入植も盛んになり、九十九里浜といえば地引き網によるイワシ漁のようにいわれ活況を呈した。
明治維新後機械揚繰網が登場すると、遠浅な砂浜海岸であり良港に恵まれず漁船の大型化への対応がむずかしかった九十九里浜の漁業の衰退は著しく、漁業から農業への転換が進められた。特に、水に恵まれず農業に適さなかったことから漁業によって発展した南部の地域が、農業への転換を余儀なくされたことは深刻であった。江戸時代のはじめに椿海の干拓が行われた北東部や、大正時代から山武郡東部連合耕地整理組合の用水事業が行われていた中央部とでは、それぞれ事情は異なるものの、南部の地域に限らず九十九里平野の農業用水不足は深刻化していった。
また、北側の利根川岸一帯では東遷事業や中条堤破堤の影響から水害が頻発していた。加えて、戦時の食料不足の折、食料増産の必要性も大きく、大利根用水と両総用水の二つの用水事業が計画され、1935年（昭和10年）および1943年（昭和18年）に着工した。戦争の激化に伴う一事中断を経て、二用水は終戦後の1950年（昭和25年）と1965年（昭和40年）にそれぞれ竣工し、ようやく九十九里平野に安定した農業用水が供給されるようになった。
しかし、その頃はすでに日本人の食事の欧風化が進行しており米離れに拍車がかかっていた。このため1970年（昭和45年）以降は減反政策といわれる生産調整政策がとられ転作が奨励された。一貫して米の増産を進めてきた九十九里平野の水田稲作に特化した農業は、他の作物への転作は容易ではなかったが、都心に近いということもあって生鮮野菜の栽培などの他、観光産業への転換も図られた。交通の便の良いところは都市化が進んでいる。その他、天然ガスが豊富なことから茂原市周辺では鉱工業も盛んである。
真空管の製造に必要なメタンが入手できるため、1936年には理研真空工業が真空管と電球の工場を建設した。日立と合併し日立製作所茂原工場となり、1958年からブラウン管ディスプレイの製造を開始した。茂原市には液晶の触媒に利用するヨードのメーカーが集積し入手性が良いため、1974年から電卓用の液晶パネル、1994年から液晶ディスプレイの製造を開始した。工場は日立ディスプレイズを経てジャパンディスプレイの工場となっている。

## 交通
日本では一般に山や谷など交通の障害になる地形が多く、その地形に配慮したルートが採られるが、平坦地の続く九十九里平野ではそのような障害はなく、ルートは海岸線に平行または垂直になる。

### 平行な交通
主要地方道の千葉県道30号飯岡一宮線を除き複数の路線となるが、合計は概ね60キロメートルである。
鉄道
総武本線（飯岡-成東）、東金線（成東-大網）、外房線（大網-上総一ノ宮）
台地麓の古村を結び、飯岡、旭、八日市場、横芝、松尾、成東、東金、大網、本納、茂原、一宮の商業中心地が4〜5キロメートルで並び、商圏は平行方向に発達している。
国道
鉄道路線と重なり合って、国道126号、128号が北から南までを結んでいる。なお平野内ではなく背後の台地に位置するが、圏央道の茂原長南インターチェンジから松尾横芝インターチェンジと、銚子連絡道路の横芝光インターチェンジまでの区間も、国道128号、126号のバイパスとして、九十九里平野の交通に寄与している。
主要地方道・他
千葉県道30号飯岡一宮線が浜集落を北から南に結んでいる。このうち片貝から一宮までは有料道路の波乗り道路が並行している。また、千葉県道408号飯岡九十九里自転車道線と千葉県道405号九十九里一宮大原自転車道線も並行している。
一般県道
千葉県道122号飯岡片貝線と千葉県道123号一宮片貝線が、飯岡から一宮までの間の岡集落を結んでいる。

### 垂直な交通
鉄道や国道沿いの商業中心地と、海岸の千葉県道30号飯岡一宮線の間の路線で、距離は多くとも10キロメートル程度であるが、主従関係にある古村、岡集落、浜集落を結ぶルートとして発達している。
主要地方道は北から、千葉県道48号八日市場野栄線、千葉県道49号八日市場栄線、千葉県道78号横芝上堺線、千葉県道58号松尾蓮沼線、千葉県道25号東金片貝線、千葉県道75号東金豊海線、千葉県道83号山田台大網白里線、千葉県道31号茂原白子線、千葉県道84号茂原長生線があり、千葉県道75号東金豊海線のバイパスとして東金九十九里有料道路がある。

### バス路線
横芝光町から北東側は千葉交通、山武市付近はちばフラワーバス、東金市付近は九十九里鉄道、大網白里市以南は小湊鉄道の路線バスがある。海岸に垂直方向の結び付きが強いため、平行に北と南を結ぶような路線は無い。
旭市コミュニティバス、匝瑳市内循環バス、横芝光町循環バス、山武市基幹バス、東金市内循環バス、大網白里市コミュニティバス、茂原市民バス、長南町巡回バス、長柄町町民バス、睦沢町巡回バスなどのコミュニティバスがそれぞれの自治体によって運営されているほか、空港シャトルバスが成田国際空港方面とを結んでいる。